# Alto Ampurdán
El Alto Ampurdán (oficialmente en catalán, Alt Empordà) es una comarca española, situada en la provincia de Gerona, Cataluña. 
Limita al norte con las comarcas del Vallespir y el Rosellón, en Francia, al este con el mar Mediterráneo, al sur con las comarcas del Bajo Ampurdán, el Gironés, el Pla de l'Estany y La Garrocha, en España. 
Junto con parte de las comarcas del Bajo Ampurdán, el Gironés y Pla de l'Estany forma el territorio histórico y cultural del Ampurdán.

## Geografía

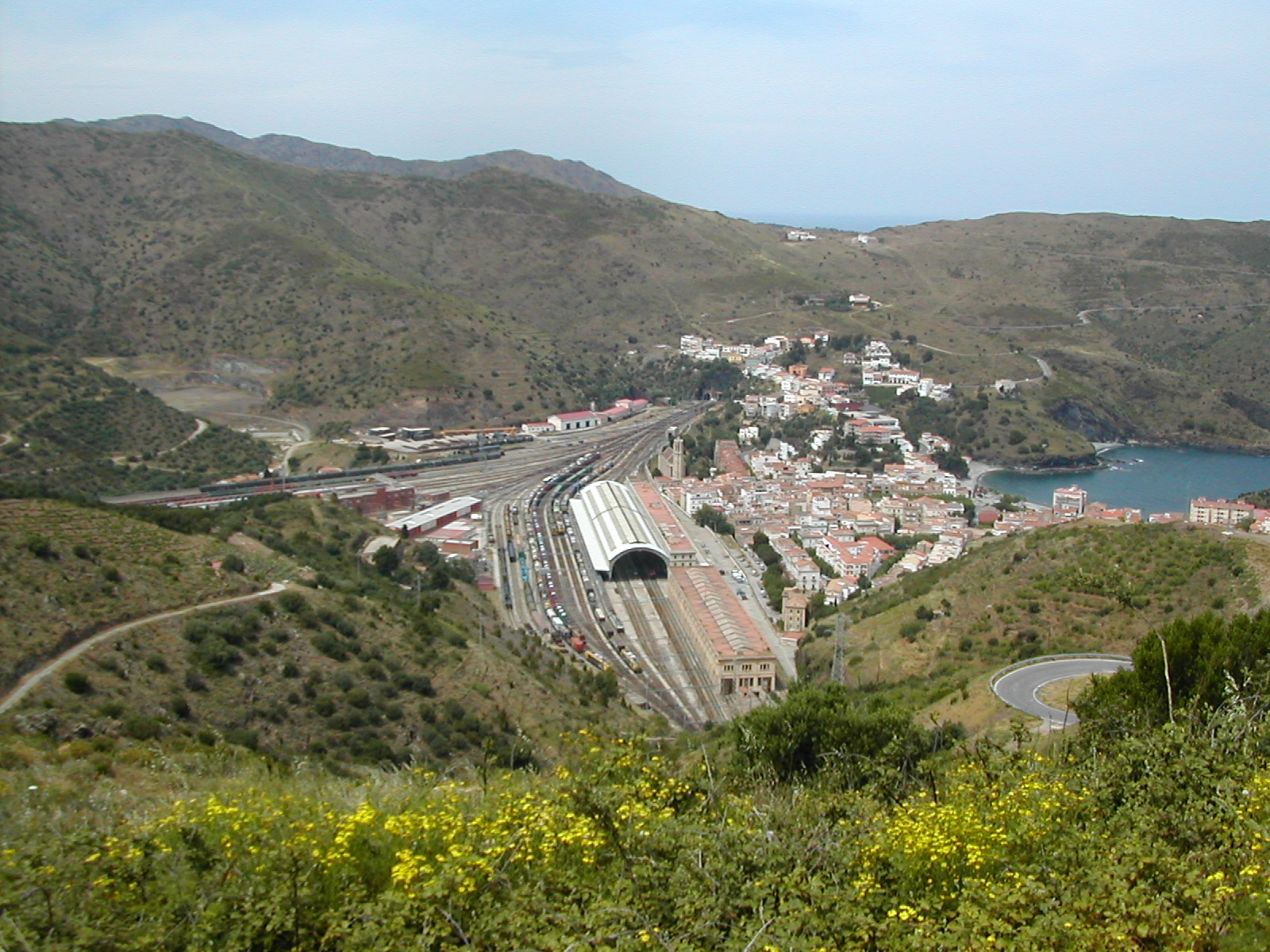
Entorno de Portbou.

Geográficamente, el Alto Ampurdán está situado en el sector nororiental de Cataluña. La comarca hace frontera con Francia en los Pirineos axiales, donde dominan las rocas graníticas y pizarras. Destacan la sierra de la Albera con el Pico Neulós (1256 m) y la sierra de las Salinas con el Roc de Frausa (1421 m) y el Roc del Contador (1451 m), este último la cumbre más alta del Ampurdán. Este sector del Pirineo axial separa la llanura del Ampurdán de la del Rosellón. La comunicación entre ambas llanuras no es fácil. Actualmente el puerto del Pertús (283 m), entre La Jonquera y El Voló, y situado casi en el centro de la franja pirenaica del Ampurdán, es el paso más frecuentado. Por El Pertús pasan la carretera nacional y la autopista que unen Barcelona, Gerona y Figueras con Perpiñán y el resto de Francia. Ninguna otra carretera principal atraviesa estas montañas fronterizas. El ferrocarril pasa por el extremo oriental, a ras de costa, entre Portbou y Cerbère. El trazado del ferrocarril obligó a construir numerosos túneles y puentes. La carretera que sigue la dirección del ferrocarril tiene muchas curvas.
Pero el Pirineo axial no acaba en la cabeza de Cervera. Continúa en dirección sureste con la sierra de Rodes y toda la península del Cabo de Creus, donde el Pení alcanza los 606 m de altura. En todo este sector la costa es muy recortada y abrupta con altos acantilados y pequeñas calas. Entre otras está la sierra de la Baga de Ferran situada en los municipios de Garriguella, Llansá y Vilamaniscle, con una elevación máxima de 391 m, o el Puig de Sant Silvestre, una montaña de 307 m entre los municipios de Garriguella y Llansá.
Al oeste del Alto Ampurdán está el extremo oriental del Prepirineo, donde dominan las rocas calizas. El relieve es abrupto con riscos y acantilados. Destacan el Puig de Bassegoda (1374 m) y la sierra del Mont (1124 m). Este sector del Prepirineo es la continuación de las sierras de la Alta Garrocha, con las que tienen muchas semejanzas.

### Hidrografía

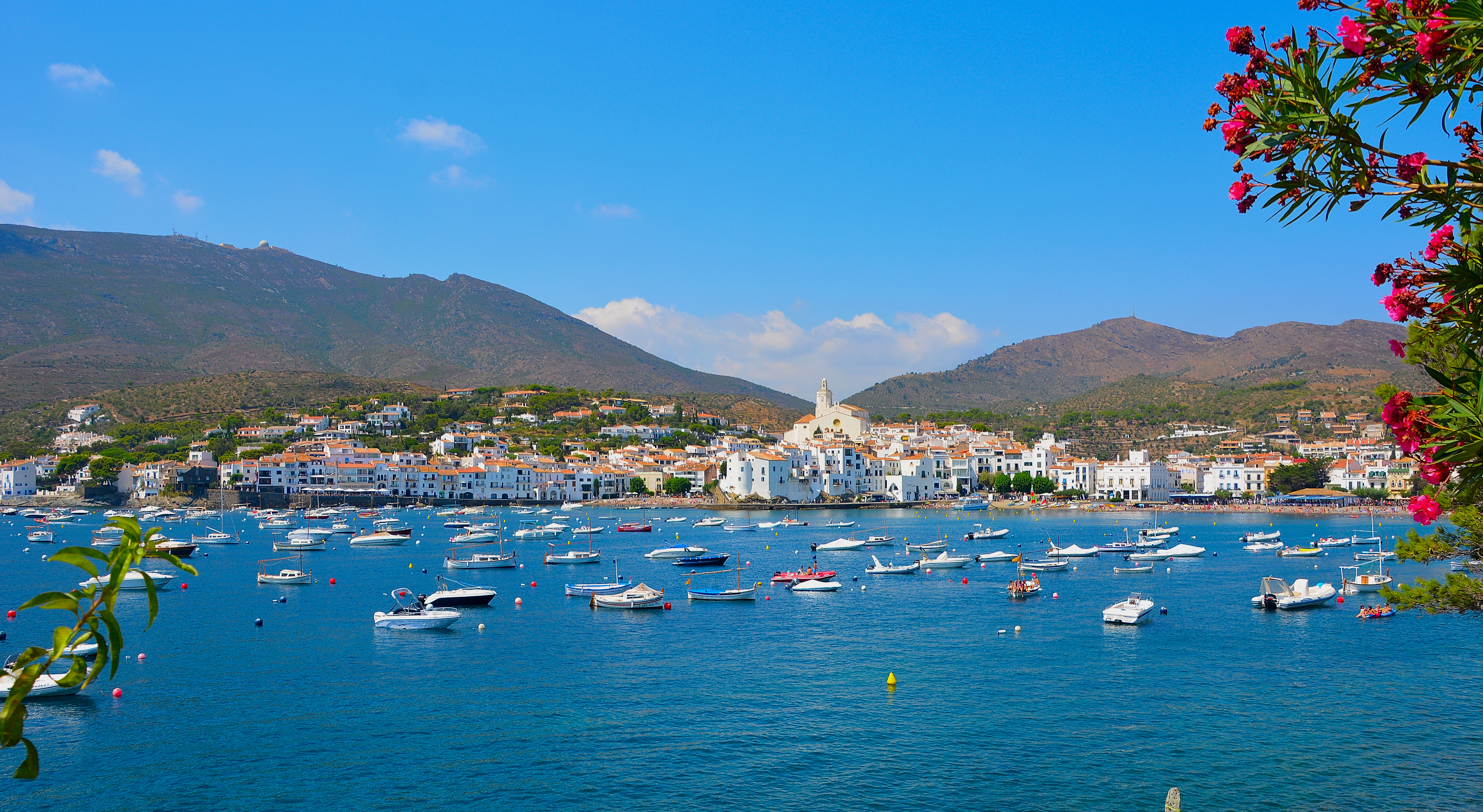
El puerto de Cadaqués.

Por el Alto Ampurdán transcurren dos ríos principales: el Muga y el Fluviá. El Muga es un río altoampurdanés, casi toda su cuenca pertenece al Alto Ampurdán. Es un río corto, pero bastante caudaloso durante todo el año, debido a las lluvias abundantes que caen en las laderas de su cabecera, pero como la llanura se riega mucho y el verano es seco, ha sido necesario regular el agua con la construcción del Embalse de Darnius Boadella. El Muga tiene unos afluentes notables, como el Manol y el Llobregat de Ampurdán.
El Fluviá atraviesa el Alto Ampurdán tras recoger las aguas abundantes que caen en la vecina comarca de La Garrocha. A pesar de su recorrido corto y tener una cuenca no demasiado grande, también es bastante caudaloso y permite regar la llanura comarcal.
El Muga y el Fluviá desembocan en la bahía de Rosas y los sedimentos que arrastran hasta el mar van haciendo crecer la llanura litoral, aunque los embalses hacen que cada vez lleguen menos materiales y que la llanura crezca menos. Esta regulación del caudal y la canalización de los cursos fluviales hacen que las inundaciones sean cada vez más escasas.
Los demás cursos de agua del Alto Ampurdán son arroyos y torrentes que recogen el agua del resto de la llanura y de las montañas del Pirineo Axial. Los de la llanura son cursos que en los últimos siglos han cambiado a menudo de recorrido, en especial en el sector de la llanura litoral. Actualmente algunos se confunden con acequias y canales, como es el caso de la acequia del Molino o del Sirvent.

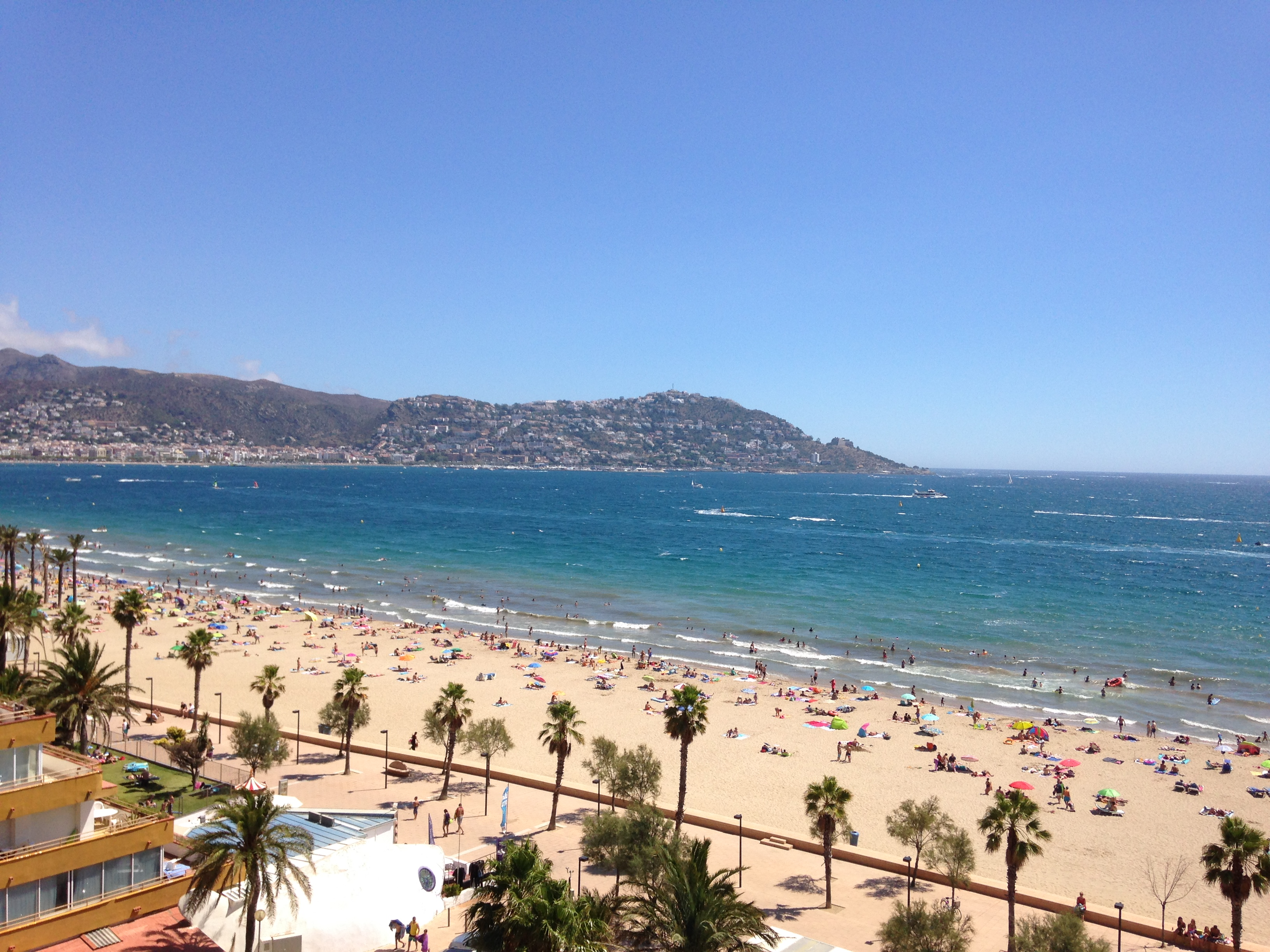
Rosas.

### Clima
El clima de la comarca es mediterráneo húmedo con influencia marina y diferencias según la topografía, en especial la altitud. Las temperaturas medias giran en torno a los 14-16 °C en casi toda la comarca con máximas en el litoral. En los sectores elevados de las sierras pirenaicas las temperaturas son bastante más bajas.
Las precipitaciones varían bastante del litoral a las montañas interiores. Cerca de la costa cae una media anual de en torno a los 600 mm. A medida que nos adentramos hacia el interior las precipitaciones son más copiosas. En las laderas montañosas del extremo occidental de la comarca caen más de 1000 mm de media anual. La estación más lluviosa es normalmente el invierno, excepto en la franja costera. El otoño y primavera suelen ser estaciones lluviosas y húmedas. En la montaña el verano es muy lluvioso.
Es precisamente el verano la estación en la que hay más contraste entre la llanura y la montaña. Mientras en la llanura llueve poco y hace mucho calor, en la Albera, en las Salinas y el Puig de Bassegoda llueve bastante y la niebla cubre a menudo sus cimas.
En el Ampurdán y muy especialmente en el Alto Ampurdán el elemento más característico del clima es el viento de tramontana. Es un viento seco y más bien frío. Sopla con mucha intensidad, sobre todo en los meses de noviembre a marzo. Es un viento que proviene del norte o noroeste. Sopla fuerte por el sector oriental de los Pirineos y planicies cercanas, como el Rosellón y el Ampurdán. La tramontana también afecta al norte de la isla de Menorca. La tramontana alcanza tal violencia que dificulta las actividades normales de la población. Por ejemplo, no es cómodo andar cuando sopla fuerte la tramontana. Hasta es capaz de tumbar vehículos y embarcaciones, y romper y arrancar árboles y tejados. Con tramontana fuerte es muy peligroso navegar, los pescadores esperan resguardados al abrigo de los puertos o de una cala. Los agricultores protegen los cultivos con largas y espesas hileras de cipreses que hacen de pantalla. El viento de garbí es el viento propio del verano.

## Economía

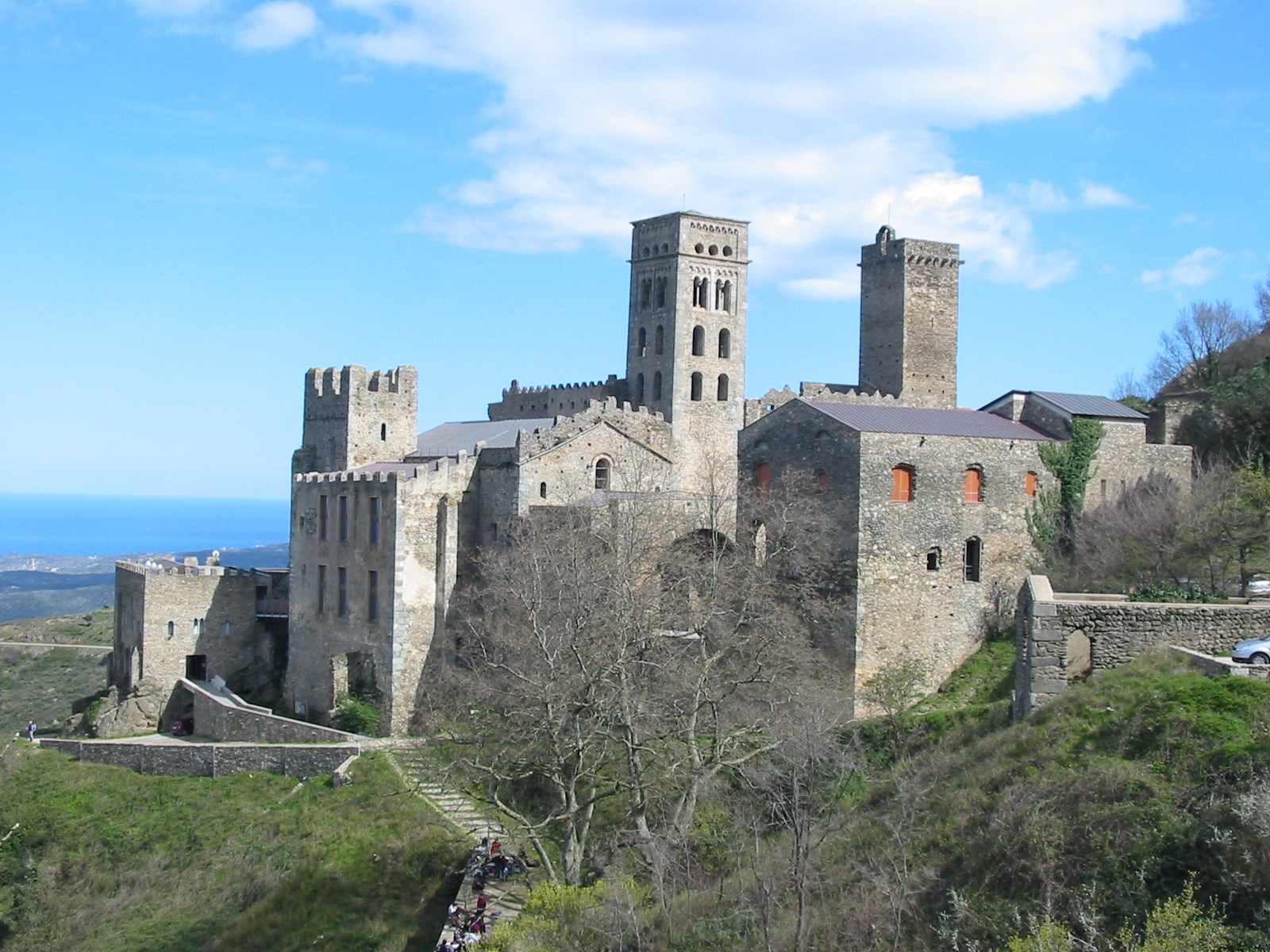
Monasterio de San Pedro de Roda.

La economía de la comarca ha sido durante toda su historia de carácter rural-tradicional con cultivos de olivo, vid, trigo, maíz y alfalfa, con zonas de horticultura y árboles frutales. La parte más húmeda de la llanura, cerca de los humedales, hay una extensa zona de prados naturales o cercados utilizados para la ganadería. La pesca no tiene un papel tan importante como la agricultura y la ganadería, aunque hay puertos de gran importancia como los de Rosas, Puerto de la Selva, Llansá y La Escala.
Pero hoy en día el Alto Ampurdán es una comarca muy turística, sobre todo por la Costa Brava. Destacan la belleza de su paisaje, aunque durante los últimos años ha sido afectado por algunos incendios durante el verano, sus núcleos arqueológicos como los de Ampurias o Rosas, sus antiguos monasterios románicos como el conocido Monasterio de San Pedro de Roda y sus poblaciones de carácter medieval como Perelada o Castellón de Ampurias. Hay que mencionar también el turismo relacionado con la figura de Salvador Dalí, artista cuya obra y vida atrae a muchos visitantes a Figueras, su pueblo natal, y Cadaqués-Portlligat, donde se ubicaba su residencia más conocida.

## Demografía

### Municipios
| Municipio                                         | Habitantes | Municipio                                        | Habitantes | Municipio                                          | Habitantes |
| ------------------------------------------------- | ---------- | ------------------------------------------------ | ---------- | -------------------------------------------------- | ---------- |
| Agullana                                          | 756        | Albañá (Albanyà)                                 | 137        | La Armentera (L'Armentera)                         | 770        |
| Aviñonet de Puig Ventós (Avinyonet de Puigventós) | 1241       | Báscara (Bàscara)                                | 900        | Viure (Biure)                                      | 236        |
| Buadella (Boadella i les Escaules)                | 230        | Borrassá (Borrassà)                              | 614        | Cabanellas (Cabanelles)                            | 240        |
| Cabanas (Cabanes)                                 | 917        | Cadaqués                                         | 2922       | Cantallops                                         | 287        |
| Capmany                                           | 494        | Castellón de Ampurias (Castelló d'Empúries)      | 10 021     | Cistella                                           | 232        |
| Colera                                            | 601        | Darnius                                          | 547        | La Escala (L'Escala)                               | 10 140     |
| Espolla                                           | 367        | Alfar (El Far d'Empordà)                         | 483        | Figueras (Figueres)                                | 45 960     |
| Fortiá (Fortià)                                   | 582        | Garriguella                                      | 731        | Garrigás (Garrigàs)                                | 346        |
| La Junquera (La Jonquera)                         | 3020       | Lladó                                            | 591        | Llansá (Llançà)                                    | 5105       |
| Llers                                             | 1167       | Masarach (Masarac)                               | 265        | Massanet de Cabrenys (Maçanet de Cabrenys)         | 700        |
| Mollet de Peralada                                | 172        | Navata                                           | 980        | Ordis                                              | 353        |
| Palau de Santa Eulalia (Palau de Santa Eulàlia)   | 91         | Palau Sabardera (Palau-saverdera)                | 1197       | Pau                                                | 501        |
| Pedret y Marsá (Pedret i Marzà)                   | 154        | Perelada (Peralada)                              | 1625       | Pont de Molins                                     | 419        |
| Pontós                                            | 217        | Puerto de la Selva (El Port de la Selva)         | 908        | Portbou                                            | 1347       |
| Rabós                                             | 194        | Riumors                                          | 172        | Rosas (Roses)                                      | 20 542     |
| San Clemente Sasebas (Sant Climent Sescebes)      | 482        | San Lorenzo de la Muga (Sant Llorenç de la Muga) | 196        | San Miguel de Fluviá (Sant Miquel de Fluvià)       | 671        |
| Sant Mori (Sant Mori)                             | 164        | San Pedro Pescador (Sant Pere Pescador)          | 1804       | Santa Leocadia de Algama (Santa Llogaia d'Àlguema) | 313        |
| Saus, Camallera i Llampaies                       | 737        | La Selva de Mar                                  | 223        | Ciurana (Siurana)                                  | 181        |
| Terradas (Terrades)                               | 146        | Torroella de Fluviá (Torroella de Fluvià)        | 460        | La Bajol (La Vajol)                                | 101        |
| Ventalló                                          | 698        | Vilasacra (Vila-sacra)                           | 485        | Vilabertran                                        | 843        |
| Viladamat                                         | 421        | Vilafan (Vilafant)                               | 5013       | Vilajuiga (Vilajuïga)                              | 1072       |
| Vilamacolum                                       | 280        | Vilamalla                                        | 1092       | Vilamaniscle                                       | 182        |
| Vilanant                                          | 333        | Vilahur (Vilaür)                                 | 139        |                                                    |            |

## Consejo comarcal

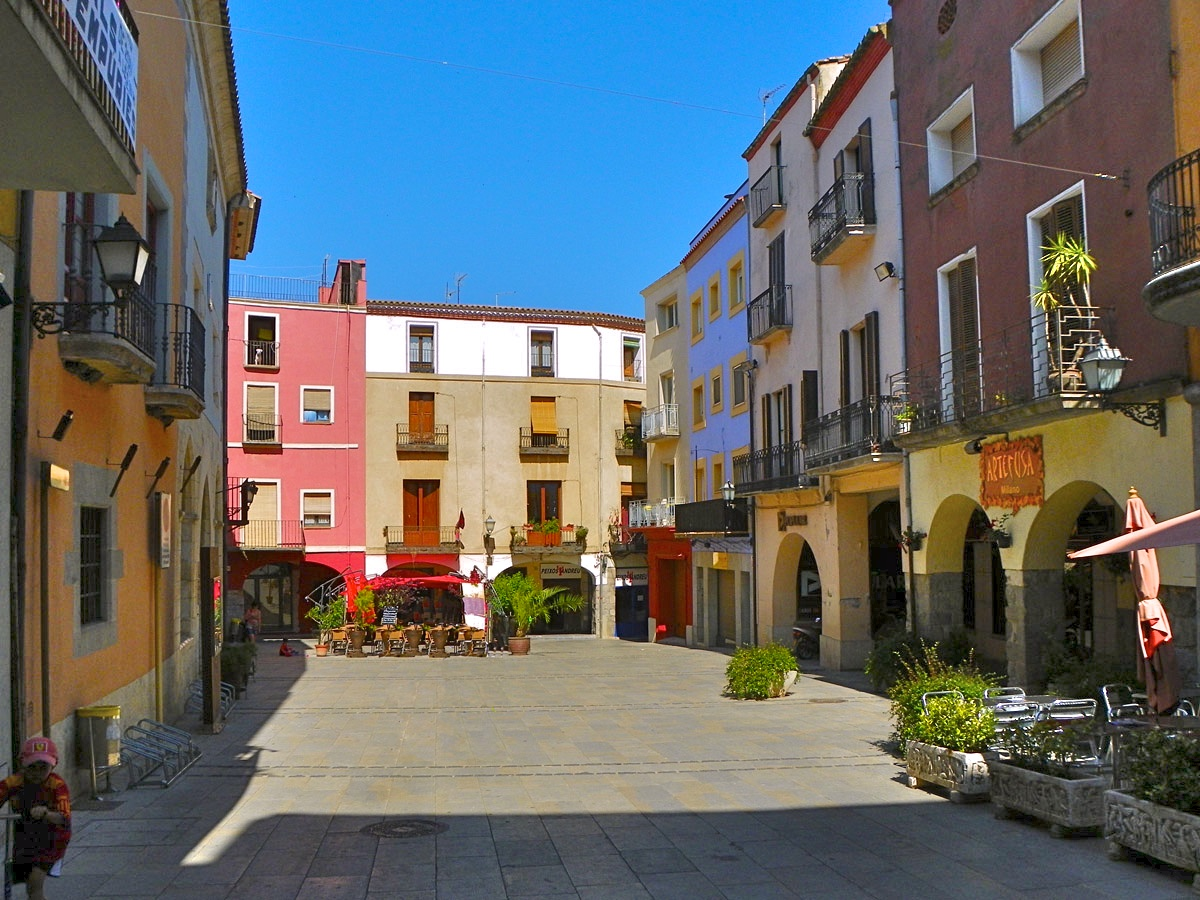
Castellón de Ampurias.

La institución encargada de dirigir algunos organismos de alcance comarcal es el denominado Consell Comarcal de l'Alt Empordà. La elección de los consejeros de la institución se lleva a cabo mediante elecciones desde 1987 por un mandato de 4 años.
| Periodo   | Consejeros por partido                                                   |
| --------- | ------------------------------------------------------------------------ |
| 1987-1991 | 18 de CiU, 7 de PSC-PSOE                                                 |
| 1991-1995 | 17 de CiU, 7 de PSC-PSOE, 1 de ERC                                       |
| 1995-1999 | 17 de CiU, 5 de PSC-PSOE, 2 de ERC, 1 de PP                              |
| 1999-2003 | 16 de CiU, 7 de PSC-Progrés Municipal de Catalunya, 1 de ERC, 1 de PP    |
| 2003-2007 | 16 de CiU, 9 de PSC-Progrés Municipal, 6 de ERC-Acord Municipal, 2 de PP |